# Maintenance des moteurs à explosion
Les moteurs à explosion demandent une maintenance régulière (ou entretien) de leurs différents organes en fonction de l'utilisation qui en est faite.

## Moteurs de véhicules automobiles

### Automobile
Changer régulièrement :
- l'huile moteur et le filtre à huile ;
- le liquide de refroidissement ;
- les courroies (de distribution, d'accessoires) ;
- le filtre à air et le filtre à essence ;
- les bougies d'allumage (moteur à allumage commandé).

### Moto
Spécifiquement :
- contrôle et réglage éventuel du jeu aux soupapes sur la plupart des moteurs à quatre temps ;
- réglage de la synchronisation des cylindres ;
- changer régulièrement les courroies de distribution (ex. : sur les Ducati) ;
- sur les moteurs à deux temps de certaines motocross, le changement du piston et des segments est recommandé après 30 h d'utilisation.

### Poids lourd
Sur les moteurs de poids lourds, l'entretien s'effectue selon l'utilisation du véhicule. On peut le faire à partir d'un certain kilométrage ou à partir d'un temps d'utilisation (exemple : camion de travaux publics).
Même principe que pour une automobile.

## Moteurs marins

### Toutes les 24 heures
- Relevés journaliers

### 200 heures
- Circuit eau
  - pH
  - Nitrite
  - TCl

Remède → Traitement à l'aide de produits chimiques
- Circuit huile
  - Viscosité
  - Teneur en eau

Remède → Extraction puis appoint

### 2 000 heures
- Pompe à huile en service, vérifier les débits d'huile dans le carter
- Nettoyage des lumières et des chapelles de balayage (risque d'incendie, blow-by passage par les segments)
- Inspection des segments et chemises par les lumières (2 temps) à l'occasion du nettoyage des chapelles par exemple :
  - Inspection des segments :
    - doivent être gras et brillants
    - appuyer sur les segments avec une tige : gommés s'ils ne bougent pas dans leurs gorges, cassés s'ils bougent sans élasticité

  - Traces de soufflage : zones sèches et noires en haut des chemises (passage de gaz entre piston et chemise)
  - Traces de microgrippage : zones sèches et non brillantes (usure ultérieure rapide)
  - Dépôts sur tête de piston : s'ils sont importants, ils peuvent frotter sur la chemise → signe de mauvais graissage → micro grippage, des dépôts ressemblant à de la cendre proviennent d'une huile cylindre trop alcaline (basique), TBN trop élevé.
- Réglage du jeu d'attaque des soupapes (4 temps)
  - Virer le moteur au PMS d'injection du cylindre considéré (les galets reposent alors sur la partie concentrique de leur came → soupapes fermées)
  - À l'aide de l'outillage fourni, appliquer à force le culbuteur sur son poussoir.
  - Dévisser le contre-écrou, agir sur la vis pour régler le jeu à la valeur prescrite à l'aide d'une cale
  - Resserrer le contre-écrou

### 4 000 heures
- Ronde de carter
  - Sonder la boulonnerie
  - Vérifier la tenue des freins d'écrous

### 8 000 heures
- Contrôle et réglage éventuel du jeu aux soupapes
- Examen visuel came/galet
- Réglage des soupapes
- Pompe à combustible à clapets : contrôle de la course utile et du début d'injection
- Injecteur : essai de pulvérisation
- Culasse : visite des soupapes sur culasse
- Piston et presse étoupe de tige : visite
- Chemise : chemise
- Crosse et glissière : mesure des jeux
- Bielle : contrôle des jeux de tête et de pieds
- Arbre manivelle, butée : contrôle des jeux

### 12 000 heures
- Pompe à combustible à rampe : contrôle du début d'injection et de la course utile
- Arbre manivelle : mesure des contraintes
- Vérification du serrage : boulons de fixation sur la plaque de serrage et tirants
- Visite du circuit de lancement

### 16 000 heures
- Pompe à combustible : visite
- TS : changer les roulements, visite pompe à huile
- Tête et pied de bielle : inspection des coussinets et soies
- Circuit de graissage : visite

### 32 000 heures
- Arbre manivelle : inspection des coussinets et soies de paliers